# Fencyklidyna
Fencyklidyna, PCP – organiczny związek chemiczny, substancja psychoaktywna zaliczana do dysocjantów, pochodna piperydyny. W przeszłości fencyklidyna używana była do znieczulania przedoperacyjnego, jednak ze względu na swe psychoaktywne działanie i neurotoksyczność została wycofana z lecznictwa.
Fencyklidyna została zsyntetyzowana w 1956 roku w amerykańskim przedsiębiorstwie farmaceutycznym Parke-Davis, do stosowania jako anestetyk podawany drogą dożylną. W latach 60. zaczęła być wykorzystywana jako narkotyk. W takim użyciu jest przyjmowana w formie doustnej, dożylnie, donosowo, lub – najczęściej – przez palenie.

## Działanie
Działanie farmakologiczne fencyklidyny polega na blokowaniu otwartego kanału receptora NMDA, co skutkuje silniejszą depolaryzacją neuronu.
Efekty działania fencyklidyny są bardzo zróżnicowane i zależne od wielu czynników. Niewielka ilość środka może wywołać uczucie oziębłości i obojętności wobec otoczenia bądź poczucie siły i niewrażliwość. Ponadto może spowodować odrętwienie i zakłócenie mowy oraz uniemożliwić koordynację ruchów. Większe dawki mogą spowodować silną depersonalizację i konfuzję, delirium, trudności lub całkowite uniemożliwienie poruszania się.